# Rue Étienne-Marcel (Pantin)
La rue Étienne-Marcel est voie de circulation de Pantin,.

## Situation et accès
La rue Étienne-Marcel est accessible par la station de métro Hoche, sur la ligne 5 du métro de Paris, et par la gare de Pantin de l'autre côté du canal de l'Ourcq.

## Origine du nom

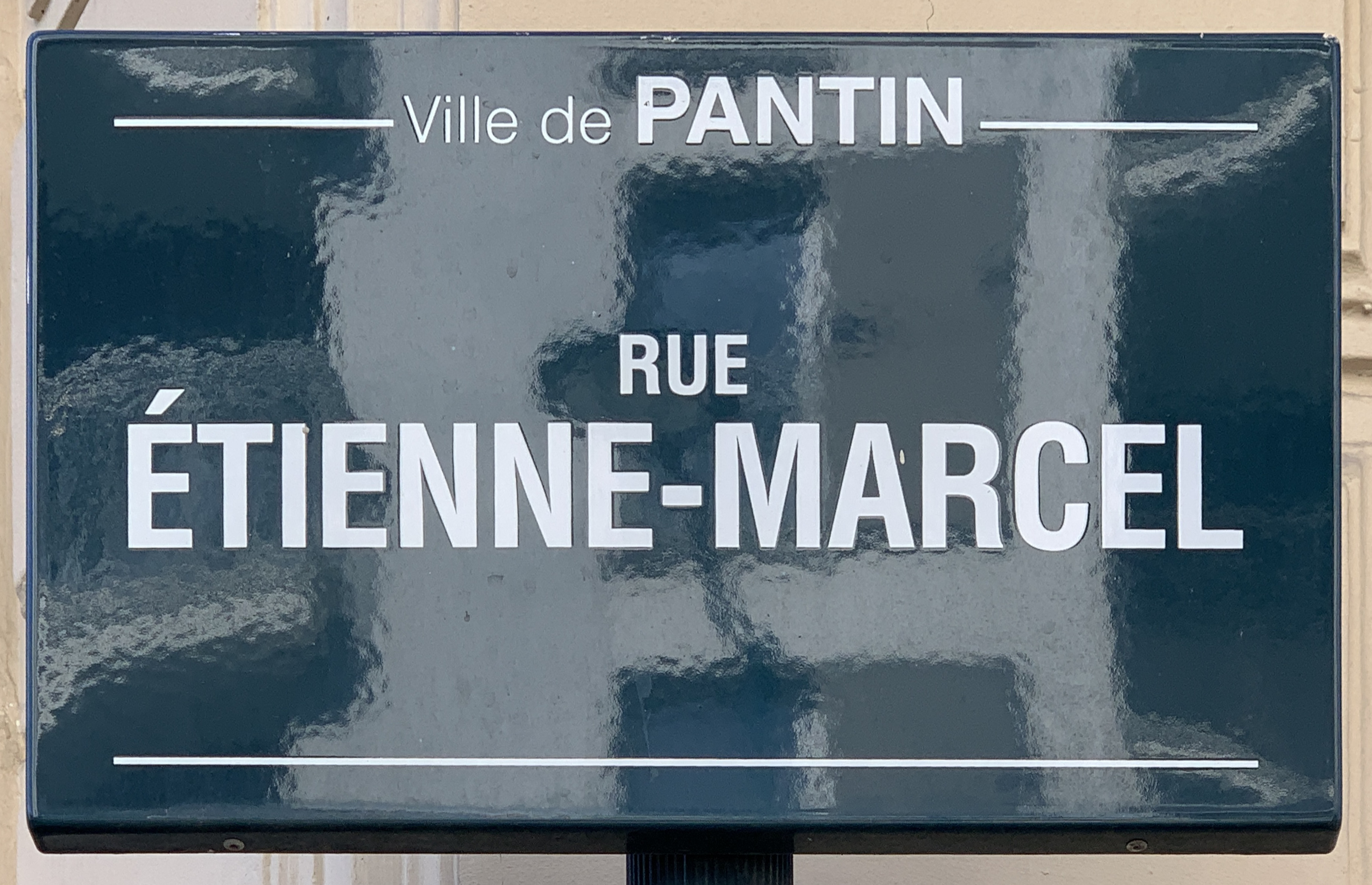
Plaque de la rue.

Cette rue a été nommée en hommage à Étienne Marcel, prévôt des marchands.

## Historique

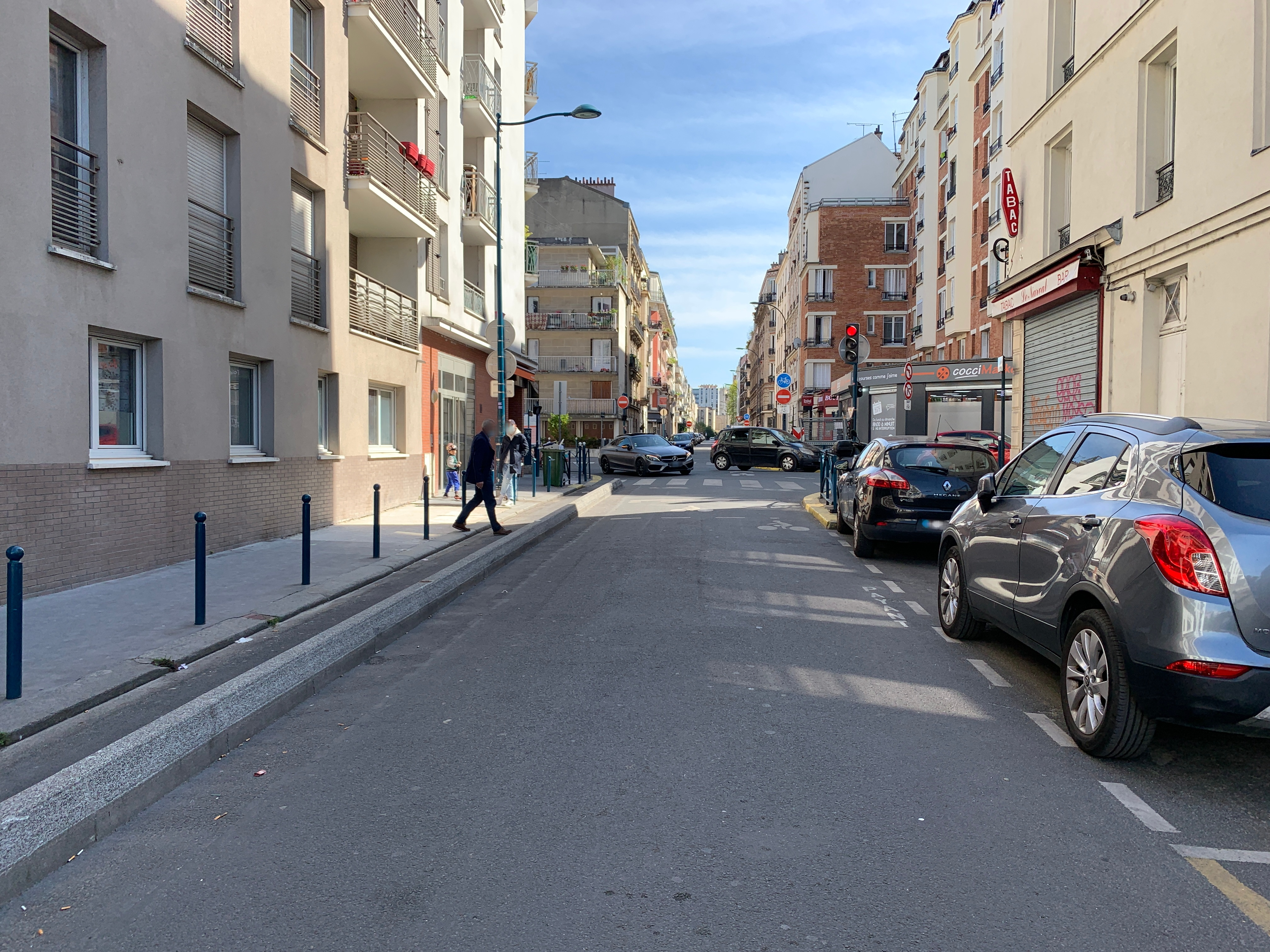
La rue en direction du sud.

## Bâtiments remarquables et lieux de mémoire
- À l'angle de la rue Victor-Hugo, un immeuble datant de 1925[3].
- Canal de l'Ourcq.